# グァク・イギョン
グァク・イギョン（朝: 곽이경、1979年 - ）は、大韓民国の人権活動家、労働運動家、市民運動家である。2002年以来、同性愛者人権連帯の常勤活動家であり、同運営委員長を務めた。

## 略歴
- 高麗大学大学院総学生会の副会長[1]
- 2002年同性愛者人権連帯活動家
- 2004年〜2005年同性愛者人権連帯事務局長[2]
- 2005年兼任民主労働党性少数者委員会教育委員[3]
- 2008年5月キリュン電子労働者の集会に関与
- 2011年民主労働党性少数者委員会委員[4]
- 2013年全国女性労組政策局長を兼任[5]
- 2012年同性愛者人権連帯運営委員会委員長
- 2013年同性愛者人権連帯代表

## 関連リンク
- “아기업고 등교 하세요” 서울신문 2005.05.28 （朝鮮語）
- 인권위, 박형규·조준희씨에 감사패 한겨레 2004.12.10 （朝鮮語）
- 18~21일, ‘전쟁과 변혁의 시대’ 프로메테우스 2005.08.16 （朝鮮語）
- '다함께'의 정체는? 숙주 자살케 하는 ‘연가시’? 뉴데일리 2011.11.14 （朝鮮語）
- [왜 지금 ‘여성 일자리’인가] 정규직 남자 중심의 노조, 주요 사안에서 여성 문제는 늘 뒷전 경향신문 2013.05.29 （朝鮮語）